# Moita Bonita (kommun)
Moita Bonita är en kommun i Brasilien.   Den ligger i delstaten Sergipe, i den östra delen av landet, 1 300 km nordost om huvudstaden Brasília. Antalet invånare är 11 034.
Följande samhällen finns i Moita Bonita:
- Moita Bonita

Omgivningarna runt Moita Bonita är huvudsakligen savann. Runt Moita Bonita är det ganska tätbefolkat, med 56 invånare per kvadratkilometer.